# بتا-سیتوسترول
بتا-سیتوسترول (انگلیسی: Beta-Sitosterol) یکی از چندین فیتواسترول (استرول‌های گیاهی) با ساختار شیمیایی مشابه کلسترول است. این ماده پودر سفید و مومی شکل با بوی مشخص است و یکی از اجزای افزودنی غذایی E499 است. فیتواسترول‌ها آبگریز هستند و در الکل‌ها محلول هستند.